# Sven Lidin

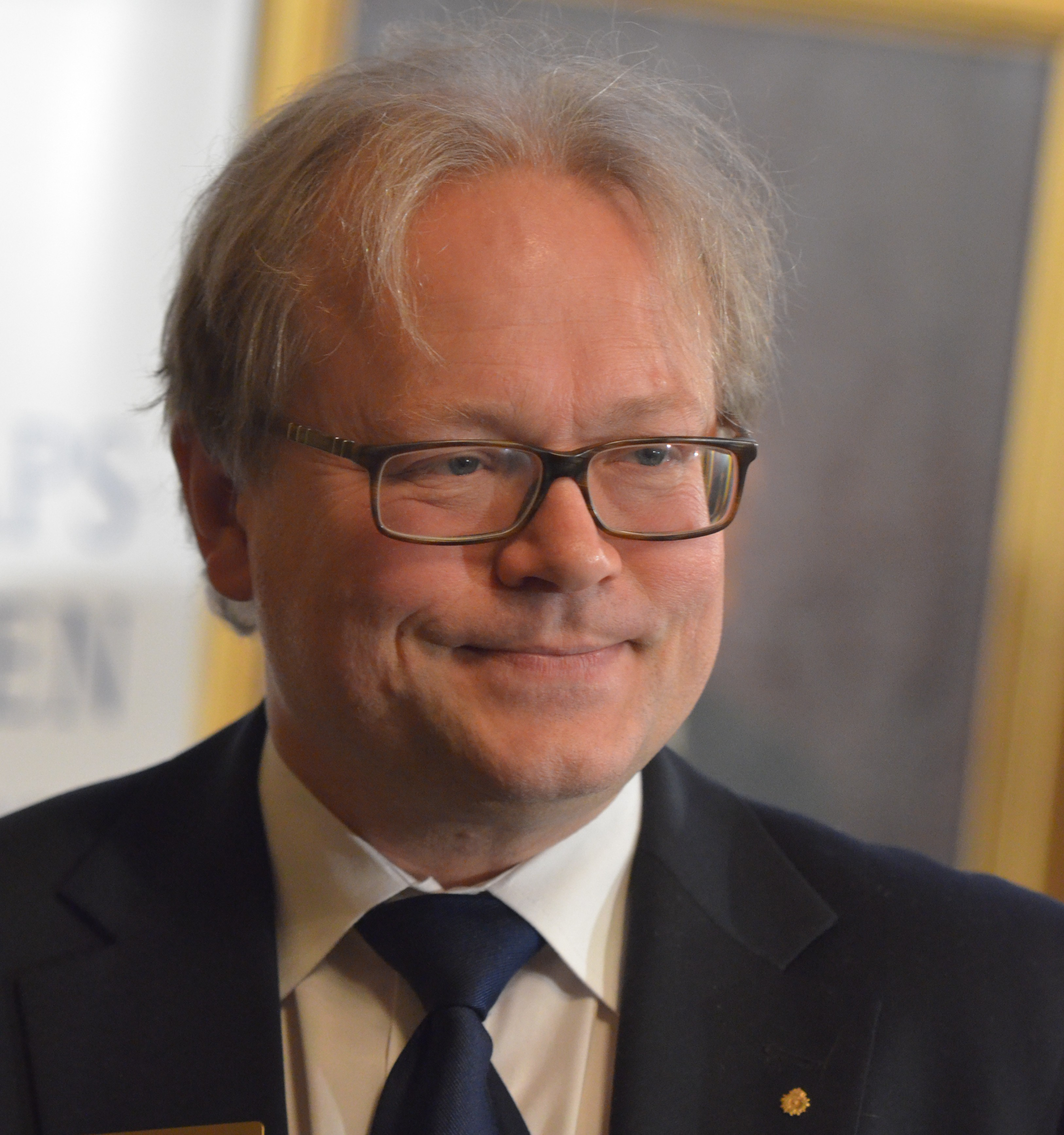
Sven Lidin

Sven Lidin, född 1961 i Lund, är en svensk kemist och professor i oorganisk kemi vid Lunds universitet.
Sven Lidins forskargärning har främst skett inom materialvetenskap. Han har studerat minimalytor, för att förklara kemiska fenomen, och bestämt strukturen på komplexa och ovanliga kristallina, så kallade oorganiska ämnen.
Sven Lidin disputerade 1990 vid Lunds universitet. Det året fick Lidin Fabian Gyllenberg priset från Kungliga Fysiografiska Sällskapet i Lund. Under åren 1990-1991 var Lidin Post-doc vid Australian National University i Canberra, Australien och Max Planck-institutet för Fasta tillståndets fysik i Stuttgart i Tyskland för att 1991 bli utnämnd till docent vid Lunds universitet. År 1996 blev han professor i oorganisk kemi vid Stockholms universitet. År 1997 blev han tilldelad Göran Gustavssonpriset i Kemi av Kungliga Vetenskapsakademien och 1999 Norblad Ekstrand Medaljen av Svenska Kemistsamfundet.
2009 meddelades att Lidin hade rekryterats till Lunds universitet bland annat för sin förmåga att leda andra forskare.
Lidin är verksam forskare vid Centrum för analys och syntes vid Kemiska institutionen, Lunds universitet.
Sven Lidin är ledamot av Kungliga Vetenskapsakademien sedan 2002 i klassen för kemi och ledamot av Nobelkommittén för kemi sedan 2003. År 2010 valdes han in i både Kungliga Fysiografiska Sällskapet i Lund och i Ingenjörsvetenskapsakademien.
Sven Lidin har för att lösa, den för forskare så kallade, tredje uppgiften tagit på sig ett antal uppdrag i samhälle och näringsliv. Han är medlem i styrelserna för teknologiföretaget X-Brane AB och sitter I SPAGO Imaging AB:s vetenskapliga råd .
Vid Nobelprisutdelningen den 10 december 2011 höll Lidin presentationstalet av årets pristagare i kemi.